# Сомафон
Телекомуникационна компания за услуга „Сомафон“ (накратко Сомафон) е телефонен оператор в Сомалия.
Компанията е създадена през 2003 г. Свързана е с Дубай. Офисите на ръководителите се намират в Могадишу.